# 옐프
옐프(Yelp)는 크라우드 소싱 리뷰 포럼, 캘리포니아주 샌프란시스코에 본사를 둔 미국의 다국적 기업에 의해 지원되는 지역 검색 서비스이다. 옐프닷컴(Yelp.com)과 옐프 모바일 앱의 개발, 호스팅, 마케팅을 맡으며 온라인 예약 서비스 Yelp Reservations, 로컬 비즈니스에 관한 크라우드소싱 리뷰를 게재한다. 이 기업은 또한 리뷰 응답 방법에 관해 소규모 기업을 트레이닝하고, 리뷰어를 위한 소셜 이벤트를 호스팅하며 건강 검진 점수를 포함한 비즈니스에 관한 데이터를 제공한다.
옐프는 2004년 전 페이팔 직원 Russel Simmons, Jeremy Stoppelman에 의해 설립되었다. 옐프는 빠르게 성장하며 수차례 펀딩을 올렸다. 2010년 30,000,000 달러의 소득을 올렸고 웹사이트는 4,500,000개 이상의 크라우드 소싱 리뷰를 게재했다. 2009년부터 2012년까지 옐프는 유럽과 아시아로 확장하였다. 2009년 잠재적인 인수를 위해 구글과 여러 협상에 돌입했다. 옐프는 2012년 3월 공개 기업이 되었으며 2년만에 처음으로 수익을 달성하게 되었다. 2017년 4분기 동안 옐프는 월간 평균 기준으로 데스크톱 컴퓨터를 통해 77,000,000명의 순수 방문자 수를, 모바일 웹사이트를 통해 64,000,000명의 순수 방문자 수를 기록하였다. 2017년 말 기준으로 옐프는 148,000,000개의 리뷰가 있다. 이 회사의 소득은 비즈니스 광고를 통해 얻는다.

## 같이 보기
- 크라우드소싱